# Cambarellus lesliei
Cambarellus lesliei är en sötvattenlevande art av kräfta som lever i endemiskt i Alabama och Mississippi. De blir 2–3 år gamla.

## Utseende
Hanarna av denna kräfta blir som vuxna cirka 3,5–4 centimeter långa, exklusive klor. Honorna blir något mindre.